# Kharisma Herlina
Kharisma Tantri Herlina (ur. 4 grudnia 1996) – indonezyjska zapaśniczka walcząca w stylu wolnym. Srebrna medalistka igrzysk Azji Południowo-Wschodniej w 2021 i 2023. Druga na mistrzostwach Azji Południowo-Wschodniej w 2022 roku.